# Gira Entre el cielo y el infierno
Es la quinta gira que realizó la banda de heavy metal argentino Rata Blanca. Comenzó el 20 de septiembre de 1994 y terminó el 28 de diciembre de 1996. Se realizó para promocionar el disco Entre el cielo y el infierno. En la gira, la banda tuvo la oportunidad de presentarse el 11 de marzo de 1995 en el estadio Obras para ser teloneros de Bruce Dickinson. Se destaca la participación de la banda en el Monsters of Rock los días 9 y 10 de septiembre de 1995, que tuvo lugar en el estadio de Ferro. En ese festival participaron bandas nacionales e internacionales. Se puede decir también que la banda debutó con Gabriel Marián el 19 de octubre de 1996 en el estadio de River como soporte de AC/DC. En la velada también participó Divididos, grupo argentino que comanda Ricardo Mollo. Después de este extenso tramo por distintos puntos del país y otros países más, al año siguiente se metieron a grabar lo que sería el sexto disco de estudio, el séptimo de su carrera, y el único con Gabriel Marián, y lleva por nombre Rata Blanca VII.

## Lanzamiento del disco y gira

### 1994: Nueva placa con sonido más duro
El 19 de septiembre de 1994 sale Entre el cielo y el infierno, y para presentarlo realizan una gira de conciertos en México y Estados Unidos entre el 20 de septiembre y el 1 de octubre. Contiene 11 temas. 10 de ellos fueron escritos por gran parte de los integrantes de la banda, a excepción de Travelin' Band, de Creedence Clearwater Revival. En la portada se ven dos ángeles sobrevolando el ardiente planeta Tierra, en medio del infierno. Es el primer y único disco con Mario Ian como líder de la banda, ya que Adrián Barilari había tomado la decisión de irse debido a que había tenido constantes problemas en su familia y tras el fatídico concierto del 19 de noviembre de 1993 en el estadio Obras por la presentación del EP El libro oculto, en un estadio casi desierto a causa del poco éxito que tuvo este disco. Para este nuevo disco, la banda contó con la siguiente formación: Mario Ian (voz), Walter Giardino (guitarra líder), Sergio Berdichevsky (guitarra rítmica), Gustavo Rowek (batería), Guillermo Sánchez (bajo) y Javier Retamozo (teclados). Fue producido por Roland Harris y el mismísimo Walter Giardino. En octubre tocaron en Perú (7 y 8 de octubre), Ecuador (14 y 15 de octubre), en este último por primera vez en su historia, otra vez México (21 y 22 de octubre) y el 28 de octubre regresaron a la discoteca New Order, ya de regreso en Argentina, y en noviembre tocan por segunda vez en Brasil. El 13 de ese mes, la banda regresa a la Argentina para tocar otra vez en el Viejo Correo, donde habían tocado en diciembre del '93 y mayo del '94. Volvieron el 10 de diciembre. El 17 de diciembre Rata toca en el estadio del Club Atlético Los Andes, en Lomas de Zamora.

### 1995: Homenaje aSumo, gira latinoamericana y participación en festivales
Inician el año 1995 haciéndole un homenaje a Sumo con el tema Breaking Away, que se incluyó en el álbum tributo llamado Fuck You, en el cual también participaron otras bandas. El 22 de febrero tocan en los Estudios MuchMusic. Fue un recital corto, ya que se debió suspender por la masiva afluencia de público. En marzo se presentan como teloneros de Bruce Dickinson en el estadio Obras. Luego tocan en La Plata y Olivos. En abril dan recitales en Rosario, Cemento, Córdoba y luego en Buenos Aires, exactamente en Cemento. En el medio se incluyeron 4 conciertos en Brasil. Se desarrollaron entre el 14 y 17 de marzo. El 5 de mayo, la banda regresó después de 5 meses al estadio de Los Andes, donde ya lo habían hecho el 17 de diciembre de 1994. El 9 de junio regresaron al Estadio Pacífico. En julio tocan en La Rockería de Banfield, en donde lo haría La Renga en agosto y diciembre, y el 21 de julio en Castrum Pub. En dicho primer mes, la banda vuelve a Cemento, precisamente el 11 de agosto. El 2 de septiembre son invitados a participar del Monsters of Rock de San Pablo, y los días 9 y 10 de septiembre tocan en el estadio de Ferro para participar en la edición argentina del festival. Los días 17, 22, 23 y 24 de septiembre tocan en el Teatro Arlequines, en Rosario, Córdoba y Río Negro. Entre el 28 de septiembre y el 16 de octubre realizan una gira de 14 shows por México y Estados Unidos, y el 22 de octubre tocan por segunda vez en Perú. El 11 de noviembre vuelven otra vez a la Argentina para dar un concierto en el Teatro Arlequines y luego otro en Rosario el 18, y finalmente despiden el año el 5 de diciembre en Prix D'Ami y el 23 de diciembre en el Club Mariano Acosta.

### 1996: Gira por el país y debut deGabriel Marián
En 1996, la banda comienza el año el 5 de febrero en el Club Huracán de Mar del Plata junto a otras bandas. Luego se presenta el 12 de abril en el estadio de Morón y el 13 de abril en el estadio Obras junto a Vibrion, Horcas y Logos, dando comienzo a la gira Metal Rock Festival I. En el segundo recital se recordó que años antes se había separado V8. Luego, Horcas realizó un set de 10 temas. Después de este, salieron al escenario los integrantes de la mítica banda para tocar 11 temas, que fueron los siguientes: Deseando destruir y matar, Cautivos del sistema, Muy cansado estoy, Momento de luchar, Parcas sangrientas, Si puedes vencer al temor, Ángeles de las tinieblas, Ideando la fuga, Brigadas metálicas, Hiena de metal y Destrucción, estos dos últimos con la participación de Norberto "Pappo" Napolitano en la guitarra. Luego de aquel festival en Obras, la banda continuó la gira por Santa Fe, Córdoba, Rosario, San Juan, Mendoza, La Plata y otras ciudades más hasta tocar el 19 de octubre en el estadio de River como soportes de AC/DC, con la participación de Divididos y Riff. Cabe destacar que este recital fue el del debut de Gabriel Marián en las voces ya que Mario Ian se había ido de la banda tras no estar de acuerdo en grabar lo que sería el disco Rata Blanca VII. En ese mismo año se edita En vivo en Buenos Aires, un disco que recoge temas de los recitales brindados en octubre del '92 en el Teatro Ópera. En noviembre, la banda toca en el Dr. Jekyll y en diciembre despiden el año en el Teatro Santa María de Buenos Aires. Justo Los Piojos, Divididos y Los Redondos despidieron el año con shows en Obras, el Auditorio Promusica y el estadio de Unión de Santa Fe. La fecha del 23 de noviembre coincidió con la primera fecha del Festival Rock & Pop Alternativo desarrollado en el estadio de Ferro.

## Setlist
1. "En el Bajo Flores"
2. "Mujer amante"
3. "Herederos de la fe"
4. "Ángeles de acero"
5. "Bajo control"
6. "Sombra inerte del amor"
7. "La leyenda del hada y el mago"
8. "Guerrero del arco iris"
9. "Sólo para amarte"
10. "Chico callejero"
11. "Sin tu amor nada existe"
12. "Haz tu jugada"
13. "Máquina"
14. "Preludio obsesivo"
15. "El último ataque"
16. "Obsesión"
17. "Patria"
18. "Travelin' Band"
19. "El sueño de la gitana"
20. "Fantasma azul"
21. "El beso de la bruja"
22. "Jerusalén"
23. "Rompe el hechizo"
24. "Basura"
25. "Agord, la bruja"
26. "Abrazando al rock and roll"

## Conciertos
| Fecha                    | Ciudad             | País           | Recinto                            |
| ------------------------ | ------------------ | -------------- | ---------------------------------- |
| América del Norte        |                    |                |                                    |
| 20 de septiembre de 1994 | San Diego          | Estados Unidos | Music Box                          |
| 21 de septiembre de 1994 | Los Ángeles        | Estados Unidos | Club Maya                          |
| 23 de septiembre de 1994 | Cuernavaca         | México         | Baby Rock Disco                    |
| 24 de septiembre de 1994 | Irapuato           | México         | Latino Discotheque                 |
| 30 de septiembre de 1994 | Ciudad de México   | México         | La Diabla                          |
| 1 de octubre de 1994     | Ciudad de México   | México         | La Diabla                          |
| América del Sur          |                    |                |                                    |
| 7 de octubre de 1994     | Lima               | Perú           | Muelle 1                           |
| 8 de octubre de 1994     | Lima               | Perú           | Metrópolis                         |
| 14 de octubre de 1994    | Quito              | Ecuador        | Plaza de Toros                     |
| 15 de octubre de 1994    | Guayaquil          | Ecuador        | Centro Cívico Explanada            |
| América del Norte        |                    |                |                                    |
| 21 de octubre de 1994    | Morelia            | México         | La Cueva de Chucho                 |
| 22 de octubre de 1994    | Ciudad de México   | México         | Circo Volador                      |
| América del Sur          |                    |                |                                    |
| 28 de octubre de 1994    | Buenos Aires       | Argentina      | New Order                          |
| 7 de noviembre de 1994   | São Paulo          | Brasil         | Olympia                            |
| 11 de noviembre de 1994  | São Paulo          | Brasil         | Aeroanta                           |
| 13 de noviembre de 1994  | Buenos Aires       | Argentina      | Viejo Correo                       |
| 10 de diciembre de 1994  | Buenos Aires       | Argentina      | Viejo Correo                       |
| 17 de diciembre de 1994  | Lomas de Zamora    | Argentina      | Estadio Eduardo Gallardón          |
| 22 de febrero de 1995    | Buenos Aires       | Argentina      | Estudios MuchMusic                 |
| 11 de marzo de 1995      | Buenos Aires       | Argentina      | Estadio Obras Sanitarias           |
| 14 de marzo de 1995      | São Paulo          | Brasil         | Olympia                            |
| 15 de marzo de 1995      | São Paulo          | Brasil         | Olympia                            |
| 16 de marzo de 1995      | São Paulo          | Brasil         | Olympia                            |
| 17 de marzo de 1995      | Río de Janeiro     | Brasil         | Imperator                          |
| 18 de marzo de 1995      | La Plata           | Argentina      | Microestadio Atenas                |
| 25 de marzo de 1995      | Olivos             | Argentina      | Biblioteca Popular                 |
| 2 de abril de 1995       | Rosario            | Argentina      | Sociedad Rural                     |
| 7 de abril de 1995       | Buenos Aires       | Argentina      | Cemento                            |
| 9 de abril de 1995       | Córdoba            | Argentina      | La Vieja Usina                     |
| 16 de abril de 1995      | Buenos Aires       | Argentina      | Cemento                            |
| 5 de mayo de 1995        | Lomas de Zamora    | Argentina      | Estadio Eduardo Gallardón          |
| 9 de junio de 1995       | Mendoza            | Argentina      | Estadio Pacífico                   |
| 15 de julio de 1995      | Banfield           | Argentina      | La Rockería                        |
| 21 de julio de 1995      | Rafael Castillo    | Argentina      | Castrum Pub                        |
| 11 de agosto de 1995     | Buenos Aires       | Argentina      | Cemento                            |
| 2 de septiembre de 1995  | São Paulo          | Brasil         | Estádio do Pacaembú                |
| 9 de septiembre de 1995  | Buenos Aires       | Argentina      | Estadio Ferro Carril Oeste         |
| 10 de septiembre de 1995 | Buenos Aires       | Argentina      | Estadio Ferro Carril Oeste         |
| 17 de septiembre de 1995 | Buenos Aires       | Argentina      | Teatro Arlequines                  |
| 22 de septiembre de 1995 | Rosario            | Argentina      | Discoteca El Bajo                  |
| 23 de septiembre de 1995 | Córdoba            | Argentina      | Club Hindú                         |
| 24 de septiembre de 1995 | Viedma             | Argentina      | Club San Martín                    |
| América del Norte        |                    |                |                                    |
| 28 de septiembre de 1995 | Ciudad de México   | México         | Rockotitlán                        |
| 29 de septiembre de 1995 | Ciudad de México   | México         | Toluca Disco                       |
| 30 de septiembre de 1995 | Ciudad de México   | México         | La Viuda Club                      |
| 1 de octubre de 1995     | Ciudad de México   | México         | Zapotitlán Disco                   |
| 4 de octubre de 1995     | Ciudad de México   | México         | Discoteca La Tentación             |
| 5 de octubre de 1995     | Nezahualcóyotl     | México         | La Sala Carrousel                  |
| 6 de octubre de 1995     | Ciudad de México   | México         | El Antro                           |
| 7 de octubre de 1995     | Ciudad de México   | México         | Carpa Astros                       |
| 8 de octubre de 1995     | Ciudad de México   | México         | Bulldog Disco                      |
| 9 de octubre de 1995     | Querétaro          | México         | Casino Modelo                      |
| 12 de octubre de 1995    | Corona             | Estados Unidos | Showcase Theatre                   |
| 13 de octubre de 1995    | Los Ángeles        | Estados Unidos | Anti-Club                          |
| 15 de octubre de 1995    | California         | Estados Unidos | Huntington Park                    |
| 16 de octubre de 1995    | San José           | Estados Unidos | Alberto's Discotheque              |
| América del Sur          |                    |                |                                    |
| 22 de octubre de 1995    | Lima               | Perú           | Mitinci Disco                      |
| 11 de noviembre de 1995  | Buenos Aires       | Argentina      | Teatro Arlequines                  |
| 18 de noviembre de 1995  | Rosario            | Argentina      | Morrison Club                      |
| 5 de diciembre de 1995   | Buenos Aires       | Argentina      | Prix D'Ami                         |
| 23 de diciembre de 1995  | Merlo              | Argentina      | Club Mariano Acosta                |
| 5 de febrero de 1996     | Mar del Plata      | Argentina      | Club Huracán                       |
| 12 de abril de 1996      | Morón              | Argentina      | Microestadio Morón                 |
| 13 de abril de 1996      | Buenos Aires       | Argentina      | Estadio Obras Sanitarias           |
| 19 de abril de 1996      | Santa Fe           | Argentina      | Estadio 15 de Abril                |
| 20 de abril de 1996      | Río Cuarto         | Argentina      | Flop Discotheque                   |
| 21 de abril de 1996      | Rosario            | Argentina      | Morrison Club                      |
| 26 de abril de 1996      | San Juan           | Argentina      | Club Energy                        |
| 27 de abril de 1996      | Godoy Cruz         | Argentina      | Estadio Andes Talleres             |
| 28 de abril de 1996      | La Plata           | Argentina      | Club Universal                     |
| 3 de mayo de 1996        | Comodoro Rivadavia | Argentina      | Estadio Huracán                    |
| 4 de mayo de 1996        | Pico Truncado      | Argentina      | Polideportivo Municipal            |
| 5 de mayo de 1996        | Neuquén            | Argentina      | Tirana Disco                       |
| 7 de mayo de 1996        | Río Gallegos       | Argentina      | Microestadio Juan Bautista Rocha   |
| 10 de mayo de 1996       | General Roca       | Argentina      | Estadio Luis Maiolino              |
| 11 de mayo de 1996       | Bahía Blanca       | Argentina      | Estadio Roberto Natalio Carminatti |
| 12 de mayo de 1996       | Mar del Plata      | Argentina      | Estadio José María Minella         |
| 28 de mayo de 1996       | La Plata           | Argentina      | Polideportivo Gimnasia y Esgrima   |
| 19 de octubre de 1996    | Buenos Aires       | Argentina      | Estadio River Plate                |
| 23 de noviembre de 1996  | Buenos Aires       | Argentina      | Dr. Jekyll                         |
| 28 de diciembre de 1996  | Buenos Aires       | Argentina      | Teatro Santa María                 |

## Países visitados
- Argentina
- Brasil
- Perú
- Ecuador
- Estados Unidos
- México

## Formación durante la gira
- Mario Ian - Voz (1993-1996)
- Walter Giardino - Guitarra líder (1986-1997, 2000-Actualidad)
- Sergio Berdichevsky - Guitarra rítmica (1986-1997)
- Guillermo Sánchez - Bajo (1987-1997, 2000-2017)
- Javier Retamozo - Teclados (1993-1997)
- Gustavo Rowek - Batería (1986-1997)

### Formación durante el show en River y los otros shows
- Gabriel Marián - Voz (1996-1997)
- Walter Giardino - Guitarra líder (1986-1997, 2000-Actualidad)
- Sergio Berdichevsky - Guitarra rítmica (1986-1997)
- Guillermo Sánchez - Bajo (1987-1997, 2000-2017)
- Javier Retamozo - Teclados (1993-1997)
- Gustavo Rowek - Batería (1986-1997)